# Nicolás Albarracín
Nicolás Gabriel Albarracín Basil (Montevidéu, 11 de junho de 1993), conhecido por Albarracín ou Nicolás Albarracín, é um futebolista uruguaio que joga como volante. Atualmente joga pelo Montevideo Wanderers

## Carreira
Albarracín começou a sua carreira nas categorias de base do Montevideo Wanderers desde os 5 anos de idade. Após passar por todas as categorias, ele estreou como profissional em 2010. Em 2011, ele ficou um período de 15 dias treinando no Liverpool. Em janeiro de 2013, ele foi emprestado por um ano para o Spezia. Retornou ao fim do seu empréstimo para se tornar o destaque do seu time formador.

## Estatísticas
Atualizado até 21 de abril de 2016.

### Clubes
| Clube                | Temporada         | Campeonato nacional | Campeonato nacional | Campeonato nacional | Copa nacional[a] | Copa nacional[a] | Copa nacional[a] | Competições continentais[b] | Competições continentais[b] | Competições continentais[b] | Outros torneios[c] | Outros torneios[c] | Outros torneios[c] | Total | Total | Total   |
| Clube                | Temporada         | Jogos               | Gols                | Assist.             | Jogos            | Gols             | Assist.          | Jogos                       | Gols                        | Assist.                     | Jogos              | Gols               | Assist.            | Jogos | Gols  | Assist. |
| -------------------- | ----------------- | ------------------- | ------------------- | ------------------- | ---------------- | ---------------- | ---------------- | --------------------------- | --------------------------- | --------------------------- | ------------------ | ------------------ | ------------------ | ----- | ----- | ------- |
| Montevideo Wanderers | 2010–11           | 1                   | 0                   | 0                   | —                | —                | —                | —                           | —                           | —                           | —                  | —                  | —                  | 1     | 0     | 0       |
| Montevideo Wanderers | 2011–12           | 0                   | 0                   | 0                   | —                | —                | —                | —                           | —                           | —                           | —                  | —                  | —                  | 0     | 0     | 0       |
| Montevideo Wanderers | 2012–13           | 11                  | 1                   | 1                   | —                | —                | —                | —                           | —                           | —                           | —                  | —                  | —                  | 11    | 1     | 1       |
| Montevideo Wanderers | Total             | 12                  | 1                   | 1                   | 0                | 0                | 0                | 0                           | 0                           | 0                           | 0                  | 0                  | 0                  | 12    | 1     | 1       |
| Spezia               | 2012–13           | 3                   | 0                   | 0                   | —                | —                | —                | —                           | —                           | —                           | —                  | —                  | —                  | 3     | 0     | 0       |
| Spezia               | 2013–14           | 1                   | 0                   | 0                   | 0                | 0                | 0                | —                           | —                           | —                           | —                  | —                  | —                  | 1     | 0     | 0       |
| Spezia               | Total             | 4                   | 0                   | 0                   | 0                | 0                | 0                | 0                           | 0                           | 0                           | 0                  | 0                  | 0                  | 4     | 0     | 0       |
| Montevideo Wanderers | 2013–14           | 11                  | 5                   | 3                   | —                | —                | —                | —                           | —                           | —                           | —                  | —                  | —                  | 11    | 5     | 3       |
| Montevideo Wanderers | 2014–15           | 20                  | 3                   | 8                   | —                | —                | —                | 6                           | 2                           | 3                           | —                  | —                  | —                  | 26    | 5     | 11      |
| Montevideo Wanderers | Total             | 31                  | 8                   | 11                  | 0                | 0                | 0                | 6                           | 2                           | 3                           | 0                  | 0                  | 0                  | 37    | 10    | 14      |
| Peñarol              | 2015–16           | 17                  | 2                   | 1                   | —                | —                | —                | 3                           | 1                           | 0                           | —                  | —                  | —                  | 18    | 2     | 1       |
| Peñarol              | Total             | 17                  | 2                   | 1                   | 0                | 0                | 0                | 3                           | 1                           | 0                           | 0                  | 0                  | 0                  | 20    | 3     | 1       |
| Total na carreira    | Total na carreira | 64                  | 11                  | 13                  | 0                | 0                | 0                | 9                           | 3                           | 3                           | 0                  | 0                  | 0                  | 73    | 14    | 16      |

- a. ^ Jogos da Coppa Italia
- b. ^ Jogos da Copa Sul-Americana e Copa Libertadores da América
- c. ^ Jogos do Jogo amistoso

## Títulos
Montevideo Wanderers
- Torneio Clausura: 2014

### Seleção Uruguaia
- Jogos Pan-Americanos 2015